# Гризон (млекопитающее)
Гризо́н или гурон (лат. Galictis vittata) — хищное млекопитающее из семейства куньих (Mustelidae).

## Описание
Длина тела гризона составляет от 47,5 до 55 см, хвост длиной от 13 до 19 см, вес — от 1,5 до 3,8 кг. Тело стройное, с короткими ногами. Окрас спины дымчато-серый, часть морды ниже лба, нижняя часть шеи и брюхо окрашены в чёрный цвет. Белая полоса на лбу проходит по бокам шеи до плеч.
В случае опасности гризон издаёт предупреждающий звук, прыгает в сторону, поднимая хвост и распыляя пахучий секрет из анальных желёз.

## Распространение
Гризон распространён на равнине от восточной Мексики до Боливии, Аргентины и Санта-Катарины в Бразилии. Обитает в тропических лесах на высоте до 1200 метров над уровнем моря, на лугах и даже посевных площадях (хотя и в небольшом количестве).

## Питание
Гризон питается мелкими млекопитающими, птицами и их яйцами, ящерицами, земноводными и плодами. Охотится как в одиночку, так и парами или группами. Свою добычу поедает в специально отведённом месте.

## Образ жизни
Ведёт преимущественно дневной, в некоторых регионах также ночной образ жизни. В самые теплые дневные часы хищник, как правило, отдыхает. Убежищем служат расщелины скал, дупла и корневища деревьев, а также брошенные норы броненосцев.
Гризон держится преимущественно на земле, реже на деревьях или кустах. Животные хорошо плавают, иногда ныряют, задерживая дыхание на полминуты.

## Размножение
Через примерно 40 дней беременности самка рождает от одного до четырёх детёнышей. Они незрячи, покрыты короткой шерстью (имеющей, однако, уже характерный для взрослых животных рисунок). Глаза открывают через 2 недели, отлучаются от матери через 3 недели. Через 4 месяца становятся взрослыми.

## Гризон и человек
В областях распространения гризона местные жители иногда держат гризонов как домашнее животное для борьбы с грызунами.